# József Zakariás
József Zakariás, född 5 mars 1924 i Budapest, död 22 november 1971 i Budapest, var en ungersk fotbollsspelare.
Zakariás blev olympisk guldmedaljör i fotboll vid sommarspelen 1952 i Helsingfors.